# Distrikt Santa Rosa (Rodríguez de Mendoza)
Der Distrikt Santa Rosa liegt in der Provinz Rodríguez de Mendoza in der Region Amazonas in Nord-Peru. Der Distrikt wurde am 5. Februar 1875 gegründet. Er besitzt eine Fläche von 20,2 km². Beim Zensus 2017 wurden 539 Einwohner gezählt. Im Jahr 1993 lag die Einwohnerzahl bei 676, im Jahr 2007 bei 540. Sitz der Distriktverwaltung ist die 1759 m hoch gelegene Ortschaft Santa Rosa (oder Santa Rosa de Huayabamba) mit 159 Einwohnern (Stand 2017). Santa Rosa befindet sich 7 km südsüdöstlich der Provinzhauptstadt Mendoza.

## Geographische Lage
Der Distrikt Santa Rosa befindet sich in der peruanischen Zentralkordillere zentral in der Provinz Rodríguez de Mendoza. Die Quebrada Santa Rosa entwässert das Areal nach Süden zum Río Shocol.
Der Distrikt Santa Rosa grenzt im Südwesten an den Distrikt Totora, im Westen an den Distrikt Huambo, im Norden an den Distrikt San Nicolás, im Osten an den Distrikt Omia sowie im Südosten an den Distrikt Milpuc.

## Ortschaften
Neben dem Hauptort gibt es im Distrikt folgende größere Ortschaften:
- Ramos